# جان بيير بيلتويسي
جان بيير موريس جورج بيلتواز (بالفرنسية: Jean-Pierre Beltoise)‏؛(26 أبريل 1937 - 5 يناير 2015)، سائق سباقات فرنسي ومتسابق في سباقات الدراجات النارية على الطرق. شارك في سباقات الجائزة الكبرى للدراجات النارية بين عامي 1962 و1964، وفي الفورمولا 1 بين عامي 1966 و1974. حقق بيلتواز فوزًا بارزًا في جائزة موناكو الكبرى عام 1972 مع فريق محركات السباق البريطانية.
تنافس بيلتواز في الفورمولا 1 مع فريقَي ماترا ومحركات السباق البريطانية، وحقق المركز الخامس في بطولة العالم للسائقين عام 1969 مع فريق ماترا. كما أضاف إلى إنجازاته فوزًا بفئة في سباق "24 ساعة في لومان" عام 1976 مع فريق إينالتيرا.

## حياته المبكرة
فاز بيلتواز بـ 11 لقبًا في سباقات الدراجات النارية على الطرق في فرنسا خلال ثلاث سنوات. شارك في سباقات الجائزة الكبرى الدولية للدراجات النارية من موسم 1962 إلى 1964 في فئات 50، 125، 250، و500 سي سي. كان أفضل إنجاز له هو المركز السادس في بطولة العالم لفئة 50 سي سي عام 1964.
في عام 1964، كان يتسابق بسيارة رياضية من طراز René Bonnet سعة 1.1 لتر. كادت مسيرته أن تنتهي بسبب حادث كبير في سباق التحمل "12 ساعة في ريمس"، حيث تعرض لكسر في ذراعه أصابها بأضرار شديدة أدت إلى تقييد حركتها بشكل دائم. ومع ذلك، عاد في عام 1965 وفاز بسباق فورمولا 3 على حلبة ريمس، ثم انتقل إلى فورمولا 2 في الموسم التالي.

## النتائج
| السنة | الفئة     | الفريق      | 1         | 2         | 3       | 4        | 5        | 6         | 7         | 8         | 9        | 10          | 11          | 12        | النقاط | الترتيب | الفوز |
| ----- | --------- | ----------- | --------- | --------- | ------- | -------- | -------- | --------- | --------- | --------- | -------- | ----------- | ----------- | --------- | ------ | ------- | ----- |
| 1962  | 250 سي سي | موتو موريني | إسبانيا - | فرنسا 5   | مان -   | هولندا - | بلجيكا - | ألمانيا - | ألستر -   | ألمانيا - | الأمم -  | الأرجنتين - |             |           | 2      | 20      | 0     |
| 1963  | 50 سي سي  | كريدلر      | إسبانيا - | ألمانيا - | فرنسا 5 | مان -    | هولندا - | بلجيكا 6  |           |           | فنلندا - |             | الأرجنتين - | اليابان - | 3      | 11      | 0     |
| 1963  | 125 سي سي | بولتاكو     | إسبانيا - | ألمانيا - | فرنسا - | مان -    | هولندا - | بلجيكا 6  | ألستر -   | ألمانيا - | فنلندا - | الأمم -     | الأرجنتين - | اليابان - | 1      | 20      | 0     |
| 1964  | 50 سي سي  | كريدلر      | أمريكا 5  | إسبانيا - | فرنسا 3 | مان -    | هولندا - | بلجيكا -  | ألمانيا - |           | فنلندا - |             | اليابان -   |           | 6      | 6       | 0     |
| 1964  | 125 سي سي | بولتاكو     | أمريكا 5  | إسبانيا - | فرنسا 5 | مان -    | هولندا - | ألمانيا - | ألمانيا - | ألستر -   | فنلندا - | الأمم -     | اليابان -   |           | 4      | 13      | 0     |

## روابط خارجية
- جان بيير بيلتويسي على موقع Racing-Reference.info (الإنجليزية)
- جان بيير بيلتويسي على موقع DriverDB.com (الإنجليزية)
- جان بيير بيلتويسي على موقع eWRC-results.com (الإنجليزية)
- جان بيير بيلتويسي على موقع MotoGP.com (الإنجليزية)